# جسور الشيطان

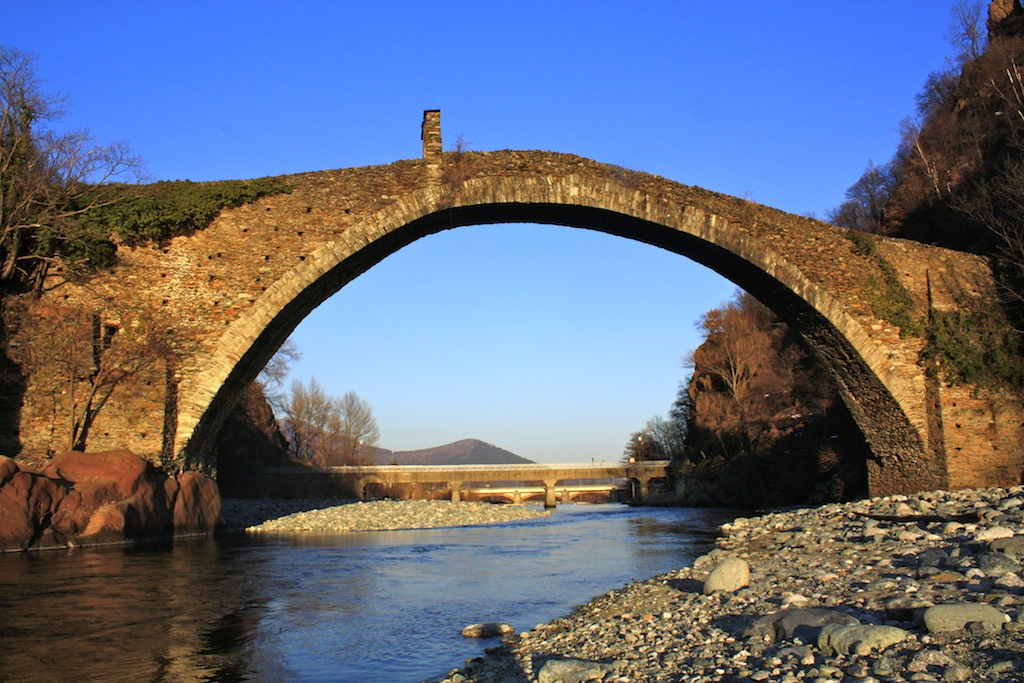
جسور الشيطان، ايطاليا

جسور الشيطان (بالإنجليزية: Devil's Bridge)‏ هو مصطلح ينطبق على عشرات الجسور القديمة، وجدت في المقام الأول في أوروبا، ومعظم هذه الجسور من الحجر أو على شكل جسر حجري مقوس، وتمثل إنجازا تكنولوجيا كبيرا، وتعتبر كل جسور الشيطان متعلقة بالأساطير المنسوبة للشيطان.
عادة ما تنسب التقاليد أو الأعراف المحلية هذه الجسور إلى العصر الروماني، ولكن الحقيقة أن معظم هذه الجسور من العصور الوسطي، وبنيت ما بين عامي 1000 و1600 م، كما أنه في العصور الوسطى اعتبرت بعض الطرق الرومانية بأنها أكبر من قدرة الإنسان واحتياجاته، ولذا اعتبر أنه تم بناؤها من قبل الشيطان.